# Copa Intercontinental FIBA 1983
La Copa Intercontinental del 1983  fue la decimosexta edición del máximo torneo internacional a nivel de clubes de baloncesto.
El torneo fue llevado a cabo en Buenos Aires, Argentina, del 20 al 24 de septiembre de 1983 y contó con la participación de seis clubes, provenientes de Europa y América.
Esta competición coronó al Club Obras Sanitarias, siendo este su primer título internacional.

## Sede
| Buenos Aires                                 |
| -------------------------------------------- |
| Estadio Obras Sanitarias                     |
| 34°32′44″S 58°27′29″O / -34.54556, -58.45806 |
| Capacidad: 3100                              |
|                                              |

## Clasificación
Seis clubes participaron en el certamen. Obras Sanitarias clasificó automáticamente por ser el club local. Por su parte, participaron dos clubes en representación de Europa —que fueron el campeón y subcampeón de la Copa de Europa de baloncesto— y dos por parte de América del Sur, el campeón y subcampeón sudamericano.
Estados Unidos, que contó con una plaza, no envió equipos de la National Basketball Association (NBA), sino que participó el ganador de la División I de la NCAA, liga universitaria de ese país.
| Fecha      | Evento de clasificación                    | Plazas | Clasificado(s)                     |
| ---------- | ------------------------------------------ | ------ | ---------------------------------- |
| Club local | Club local                                 | 1      | Obras Sanitarias                   |
|            | Copa de Europa de baloncesto 1982–83       | 2      | Jollycolombany Cantù Simac Milano  |
|            | Campeonato Sudamericano de baloncesto 1983 | 2      | Peñarol Club Atlético Monte Líbano |
|            | División I de la NCAA 1983                 | 1      | Oregon State Beavers               |
| Total      | Total                                      | 6      |                                    |

## Formato
El torneo consta de enfrentamientos entre todos los equipos, coronándose como campeón aquel que consiga la mayor cantidad de puntos.

## Partidos

### Fecha 1
| 20 de septiembre   | Jollycolombany Cantù | 92 - 74            | Peñarol                                |  |
|                    |                      |                    |                                        |  |
| Parciales: 54 - 43 | Parciales: 54 - 43   | Parciales: 54 - 43 | Estadio Obras Sanitarias, Buenos Aires |  |

| 20 de septiembre   | Monte Líbano       | 81 - 65            | Simac Milano                           |  |
|                    |                    |                    |                                        |  |
| Parciales: 44 - 30 | Parciales: 44 - 30 | Parciales: 44 - 30 | Estadio Obras Sanitarias, Buenos Aires |  |

| 20 de septiembre   | Club Obras Sanitarias | 92 - 77            | Oregon State Beavers                   |  |
|                    |                       |                    |                                        |  |
| Parciales: 44 - 34 | Parciales: 44 - 34    | Parciales: 44 - 34 | Estadio Obras Sanitarias, Buenos Aires |  |

### Fecha 2
| 21 de septiembre   | Simac Milano       | 97 - 92            | Peñarol                                |  |
|                    |                    |                    |                                        |  |
| Parciales: 50 - 41 | Parciales: 50 - 41 | Parciales: 50 - 41 | Estadio Obras Sanitarias, Buenos Aires |  |

| 21 de septiembre   | Oregon State Beavers | 76 - 75            | Jollycolombany Cantù                   |  |
|                    |                      |                    |                                        |  |
| Parciales: 40 - 36 | Parciales: 40 - 36   | Parciales: 40 - 36 | Estadio Obras Sanitarias, Buenos Aires |  |

| 21 de septiembre   | Club Obras Sanitarias | 91 - 86            | Monte Líbano                           |  |
|                    |                       |                    |                                        |  |
| Parciales: 46 - 36 | Parciales: 46 - 36    | Parciales: 46 - 36 | Estadio Obras Sanitarias, Buenos Aires |  |

### Fecha 3
| 22 de septiembre   | Monte Líbano       | 68 - 65            | Oregon State Beavers                   |  |
|                    |                    |                    |                                        |  |
| Parciales: 31 - 39 | Parciales: 31 - 39 | Parciales: 31 - 39 | Estadio Obras Sanitarias, Buenos Aires |  |

| 22 de septiembre   | Jollycolombany Cantù | 88 - 82            | Simac Milano                           |  |
|                    |                      |                    |                                        |  |
| Parciales: 42 - 42 | Parciales: 42 - 42   | Parciales: 42 - 42 | Estadio Obras Sanitarias, Buenos Aires |  |

| 22 de septiembre   | Club Obras Sanitarias | 104 - 81           | Peñarol                                |  |
|                    |                       |                    |                                        |  |
| Parciales: 41 - 37 | Parciales: 41 - 37    | Parciales: 41 - 37 | Estadio Obras Sanitarias, Buenos Aires |  |

### Fecha 4
| 23 de septiembre   | Peñarol            | 91 - 73            | Oregon State Beavers                   |  |
|                    |                    |                    |                                        |  |
| Parciales: 46 - 40 | Parciales: 46 - 40 | Parciales: 46 - 40 | Estadio Obras Sanitarias, Buenos Aires |  |

| 23 de septiembre | Jollycolombany Cantù                   | 82 - 81 | Monte Líbano |  |
|                  | Estadio Obras Sanitarias, Buenos Aires |         |              |  |

| 23 de septiembre | Club Obras Sanitarias                  | 84 - 75 | Simac Milano |  |
|                  | Estadio Obras Sanitarias, Buenos Aires |         |              |  |

### Fecha 5
| 24 de septiembre   | Simac Milano       | 90 - 75            | Oregon State Beavers                   |  |
|                    |                    |                    |                                        |  |
| Parciales: 43 - 37 | Parciales: 43 - 37 | Parciales: 43 - 37 | Estadio Obras Sanitarias, Buenos Aires |  |

| 24 de septiembre | Peñarol          | 110 - 99         | Monte Líbano                           |  |
|                  |                  |                  |                                        |  |
| Parciales: 54-39 | Parciales: 54-39 | Parciales: 54-39 | Estadio Obras Sanitarias, Buenos Aires |  |

| 24 de septiembre, 22:00 | Club Obras Sanitarias | 89 - 76            | Jollycolombany Cantù                   |  |
|                         |                       |                    |                                        |  |
| Parciales: 44 - 28      | Parciales: 44 - 28    | Parciales: 44 - 28 | Estadio Obras Sanitarias, Buenos Aires |  |
| Vicente Pellegrino 18   | Pts                   | Antonello Riva 28  | Estadio Obras Sanitarias, Buenos Aires |  |

## Posiciones Finales
| Equipo                | Pts | PG | PP | PF  | PC  | Dif |
| --------------------- | --- | -- | -- | --- | --- | --- |
| Club Obras Sanitarias | 10  | 5  | 0  | 460 | 395 | 65  |
| Jollycolombany Cantù  | 8   | 3  | 2  | 413 | 402 | 11  |
| Peñarol               | 7   | 2  | 3  | 448 | 465 | -17 |
| Monte Líbano          | 7   | 2  | 3  | 415 | 413 | 2   |
| Simac Milano          | 7   | 2  | 3  | 409 | 420 | -11 |
| Oregon State Beavers  | 6   | 1  | 4  | 366 | 416 | -50 |

## Premios

### Equipos
Club Obras Sanitarias

Campeón

Primer título

## Plantel Campeón
- Eduardo Cadillac
- Héctor Campana
- Carlos Romano
- Norton Barnhill
- Carlos Raffaelli
- Vicente Pellegrino
- Esteban Camisassa
- Rolando Frazer
- Mario Butler
- Gabriel Milovich
- Alejandro Gallardo
- Ricardo de Cecco
- Javier Tilatti
  - Entrenador:  Flor Meléndez